# 薩梅瓜區

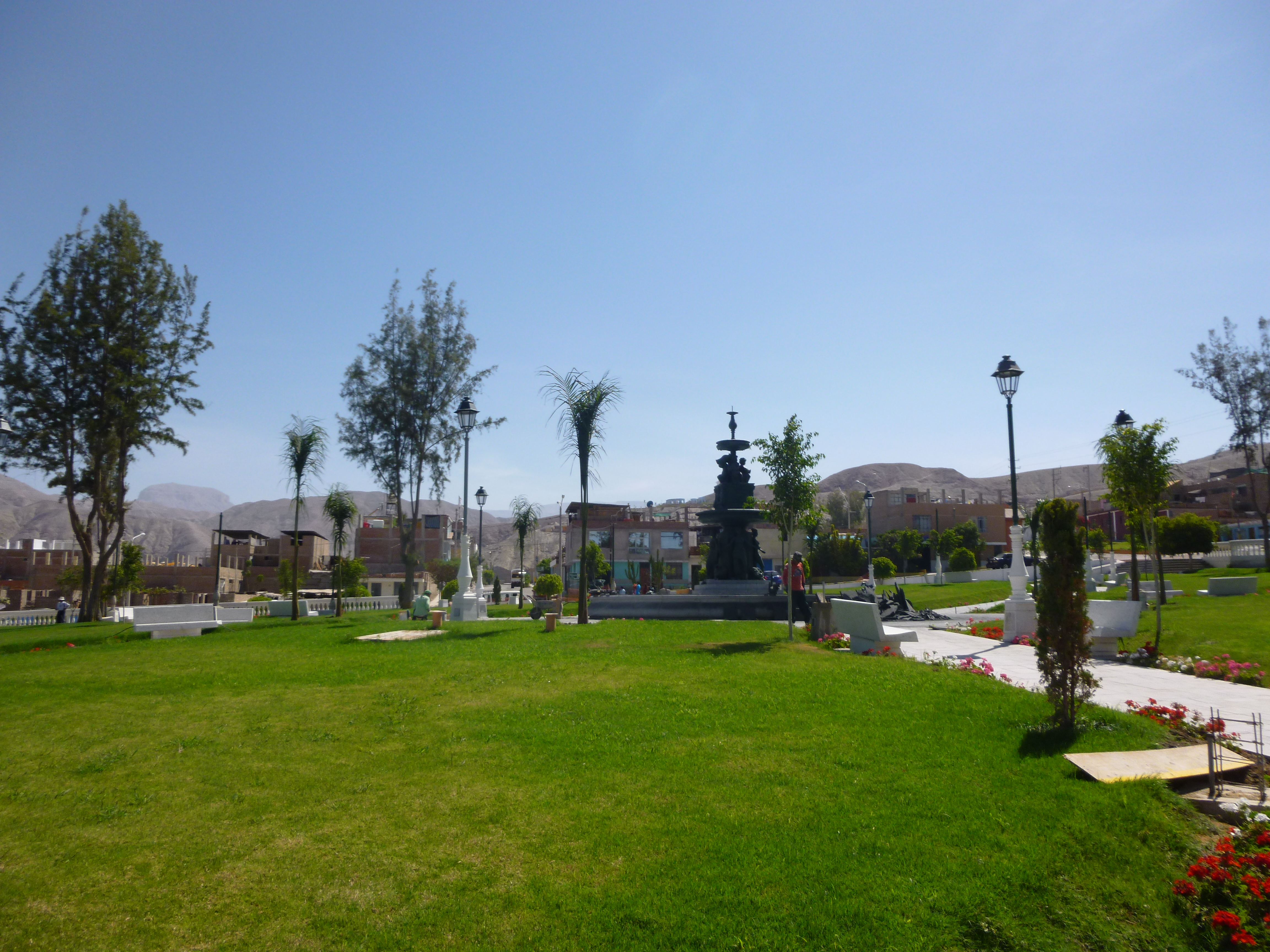

17°10′55″S 70°54′00″W / 17.1819°S 70.8999°W
薩梅瓜區（西班牙語：Distrito de Samegua），是秘魯的一個區，位於該國南部莫克瓜大區的涅托元帥省，始建於1894年11月8日，面積62.6平方公里，海拔高度1,558米，2007年人口6,515，人口密度每平方公里100人。